# 龍河温泉
龍河温泉（りゅうがおんせん）は、高知県香美市土佐山田町にある温泉。周辺は公園として整備されている。

## 泉質
- アルカリ性単純冷鉱泉
  - 泉温　23℃

## 温泉地
香美市街地の外れ、龍河洞近くに温泉旅館「龍河温泉」が1軒存在する。日帰り入浴可能。

露天風呂はなく、男女別の内風呂とサウナのみ。
プランによっては高知の郷土料理である皿鉢料理を味わえる。旅館内には蒸しパンで話題の「Poo むしCAFE」が入居している。

## 歴史
- 平成元年（1989年）- 地下1200mまで掘削し温泉を掘り当てた。
- 平成2年（1990年）- 日帰り温泉施設として開業。
- 平成4年（1992年）- 旅館として開業。

## アクセス
- JR土讃線土佐山田駅から車で約8分。

- 高知自動車道南国ICから国道195号経由、龍河洞方面に車で35分。